# Tropidolomia involuta
Tropidolomia involuta är en insektsart som beskrevs av Coquebert. Tropidolomia involuta ingår i släktet Tropidolomia och familjen hornstritar. Inga underarter finns listade i Catalogue of Life.